# Ancien tramway de Luxembourg
Pour le nouveau réseau de tramway (2017), voir Tramway de Luxembourg.
L'ancien tramway de Luxembourg (Fréiere Stater Tram en luxembourgeois) est un réseau de tramway qui a fonctionné de 1875 à 1964 à Luxembourg-ville et était, avec le tramway d'Esch-sur-Alzette ou Minettstram qui fonctionna de 1927 à 1956, un des deux réseaux urbains du Luxembourg.
Ouvert en 1875 sous la forme d'une unique ligne de tramway à traction hippomobile, il est transformé en 1908 en un réseau de tramways à traction électrique qui compta d'abord quatre lignes et en comptera au maximum 11 en 1927 puis dix après la réorganisation menée cette année-là. Le réseau continuera de s'étendre jusqu'aux années 1930 où il atteint jusqu'à 30 km de voies puis, après la Seconde Guerre mondiale, il sera démantelé au cours des années 1950 et 1960, la dernière ligne ferme en 1964, supplantée par l'autobus et le développement de la voiture individuelle.
Le tramway fait son retour dans la capitale grand-ducale 53 ans après sa suppression le 10 décembre 2017 avec la mise en service d'une ligne de tramway moderne.

## Histoire

### Le tramway hippomobile

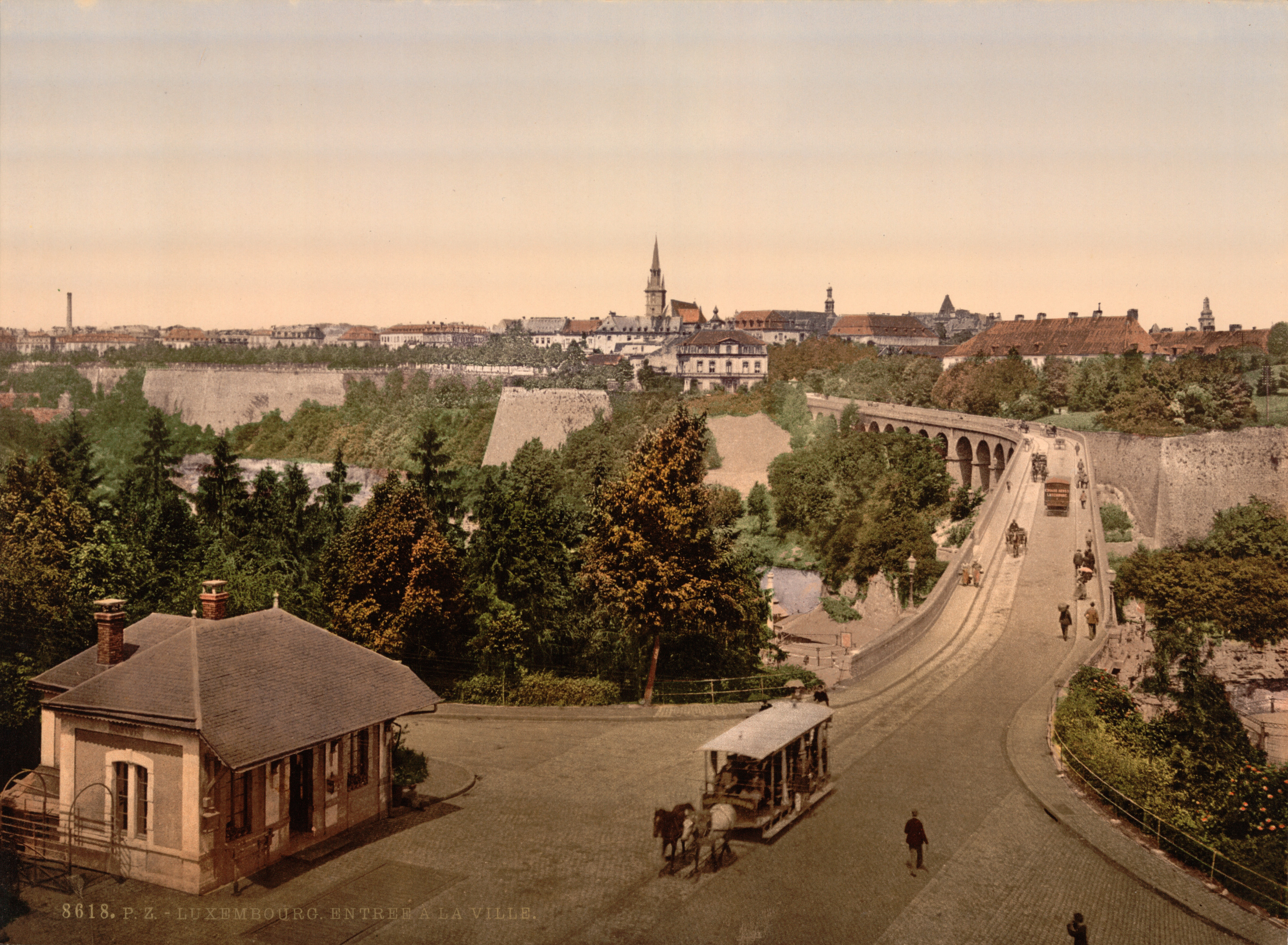
Un tramway hippomobile se dirigeant vers la gare, après avoir franchi la passerelle.

Au XIXe siècle, la ville de Luxembourg est encore une importante forteresse militaire de la Confédération germanique et dispose donc encore de ses fortifications, qui ne seront démolies qu'en 1867 après le traité de Londres et la naissance du Grand-duché de Luxembourg sous sa forme actuelle. La révolution industrielle voit le développement des chemins de fer et l'arrivée du train dans la confédération. La gare de Luxembourg est mise en service le 4 octobre 1859 et est située, en raison des fortifications, à plus d'1,4 km de la ville sur le territoire de la commune d'Hollerich, qui ne deviendra un quartier de Luxembourg qu'en 1920. L'emplacement de la gare la rend difficile d'accès, malgré la mise en place d'un omnibus hippomobile par un hôtelier, qui avait pour principal défaut d'avoir un tarif prohibitif.
Afin de résoudre ce problème l'idée d'un tramway hippomobile voit le jour et deux projets sont présentés en 1873 : une ligne reliant la gare à l'avenue de Porte-Neuve par le Knuedler et la grand-rue, porté par l'homme d'affaires bruxellois Charles de Féral et un réseau de plusieurs lignes porté par l'ingénieur liégeois Gustave Défacqus. Le projet de Féral est choisi par le conseil communal le 3 juin 1874.
Le projet consiste en une ligne à voie normale de 2,223 km, rallongée dans un second temps de 400 m, qui serait construite par la ville et exploitée par une société de droit privé dont les bénéfices serait partagés entre cette dernière et la ville. Cette compagnie est créée le 8 septembre 1874 sous le nom de Société anonyme du tramway luxembourgeois (SATL) et la ligne est mise en service le 21 février 1875 entre la gare et l'Athénée puis en totalité le 24 août 1875, jusqu'au glacis au nord de la ville. La remise est située vers la gare, dans l'actuelle rue Joseph-Junck, et accueillait une vingtaine de chevaux et au moins sept tramways, le nombre exact est indéterminé. La ligne ne comptait que deux arrêts fixes, le cocher s'arrêtait sur simple demande des voyageurs.
La ligne est un succès malgré des horaires inadaptés au départ, l'exploitant dégage en 1905 un bénéfice de 150 000 Francs luxembourgeois.

### Le tramway électrique

#### Construction du réseau

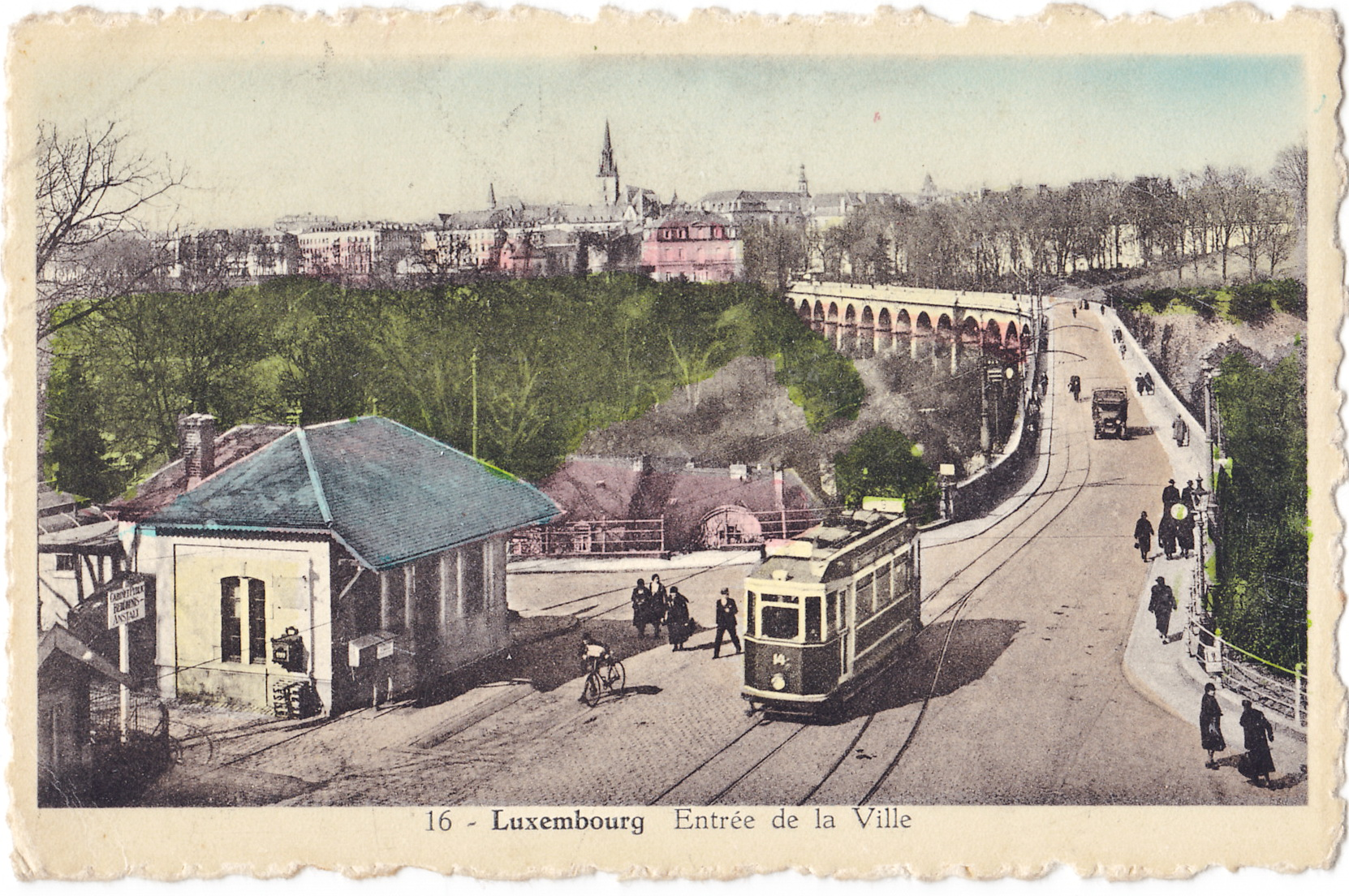
La motrice no 14 au niveau de la Passerelle.

Le 17 février 1906 cinq projets de création d'un éclairage public et d'un réseau de tramways électriques sont présentés à la ville et, sur ces cinq, deux ont retenu l'attention de municipalité : Felten et Lahmeyer Werke et Siemens-Halske und Schuckert Werke en coopération avec l'ingénieur Paul Wurth, ce dernier est choisi par la ville qui le fait réaliser sous sa gestion et procède au rachat de la SATL pour 130 000 Francs et la transforme en régie publique, les Tramways de la ville de Luxembourg (TVL).
La transformation de l'ancienne ligne en un réseau implique la construction d'un nouveau dépôt au Limpertsberg et pour des raisons de coût, la voie métrique est choisie, aux dépens de la voie normale de l'ancienne ligne ; l'alimentation sera assurée en 550 V continu. La construction débute en 1907 et la ville profite du pont Adolphe ouvert en 1903 pour d'abord construire une nouvelle ligne Centre-ville-Gare par ce pont puis, une fois la nouvelle ligne ouverte, converti la ligne existante via la Passerelle (ou Pont viaduc) sans avoir à interrompre le service. Les nouvelles infrastructures via le pont Adolphe sont mises en service le 27 juin 1908 mais la ligne est provisoirement exploitée en traction hippomobile avec les nouvelles remorques, l'alimentation électrique n'étant mise en service que le 31 juillet et inaugurée le 8 août suivant,, la conversion de l'ancienne ligne par le pont Viaduc est quant à elle achevée le 1er octobre. Là encore, le succès est au rendez-vous et de nouvelles motrices sont mises en service dès l'année suivante.
Les quatre premières lignes, circulaires pour les deux premières, ouvrent à cette date sur les itinéraires suivant, pour environ 8,5 km de voies, :
- Gare - Avenue de la Liberté - Grand Rue - Rue de la Reine - Passerelle - Gare ;
- Gare - Passerelle - Palais - Grand-Rue - Avenue de la Porte Neuve - Rond-Point - Boulevard de la Foire - Rue Joseph II - Avenue Montery - Avenue de la Liberté - Gare ;
- Gare - Avenue de la Gare - Passerelle - Palais - Grand-Rue - Rue Aldringen - Avenue Monterey - Rue Joseph II - Chapelle - Avenue de la Faïencerie - Boulevard de la Foire - Avenue de la Porte Neuve - Grand-Rue - Rue de la Reine - passerelle - Gare ;
- Gare - Passerelle - Palais - Grand-Rue - Rue Aldringen - Avenue Monterey - Rue Joseph II - Chapelle - Avenue de la Faïencerie - Rue Ermesinde - Avenue Victor Hugo - Avenue de la Porte-Neuve - Grand-Rue - Rue de la Reine - Passerelle - Gare.

Le réseau transporte sept millions de personnes chaque année. Il est essentiellement à voie unique, avec des voies d'évitements permettant le croisement des rames.

#### Développement du réseau

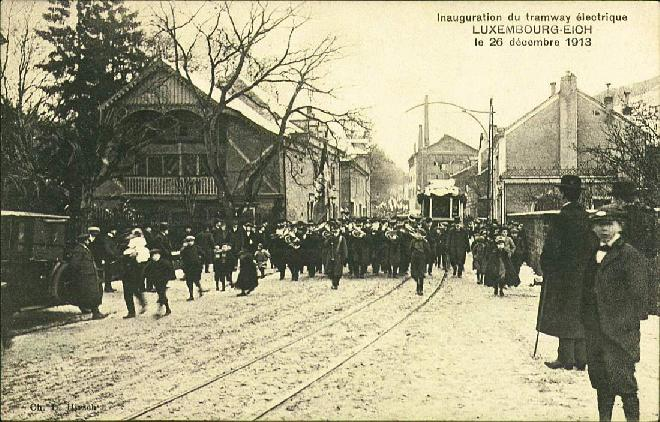
Inauguration de la ligne d'Eich en 1913.

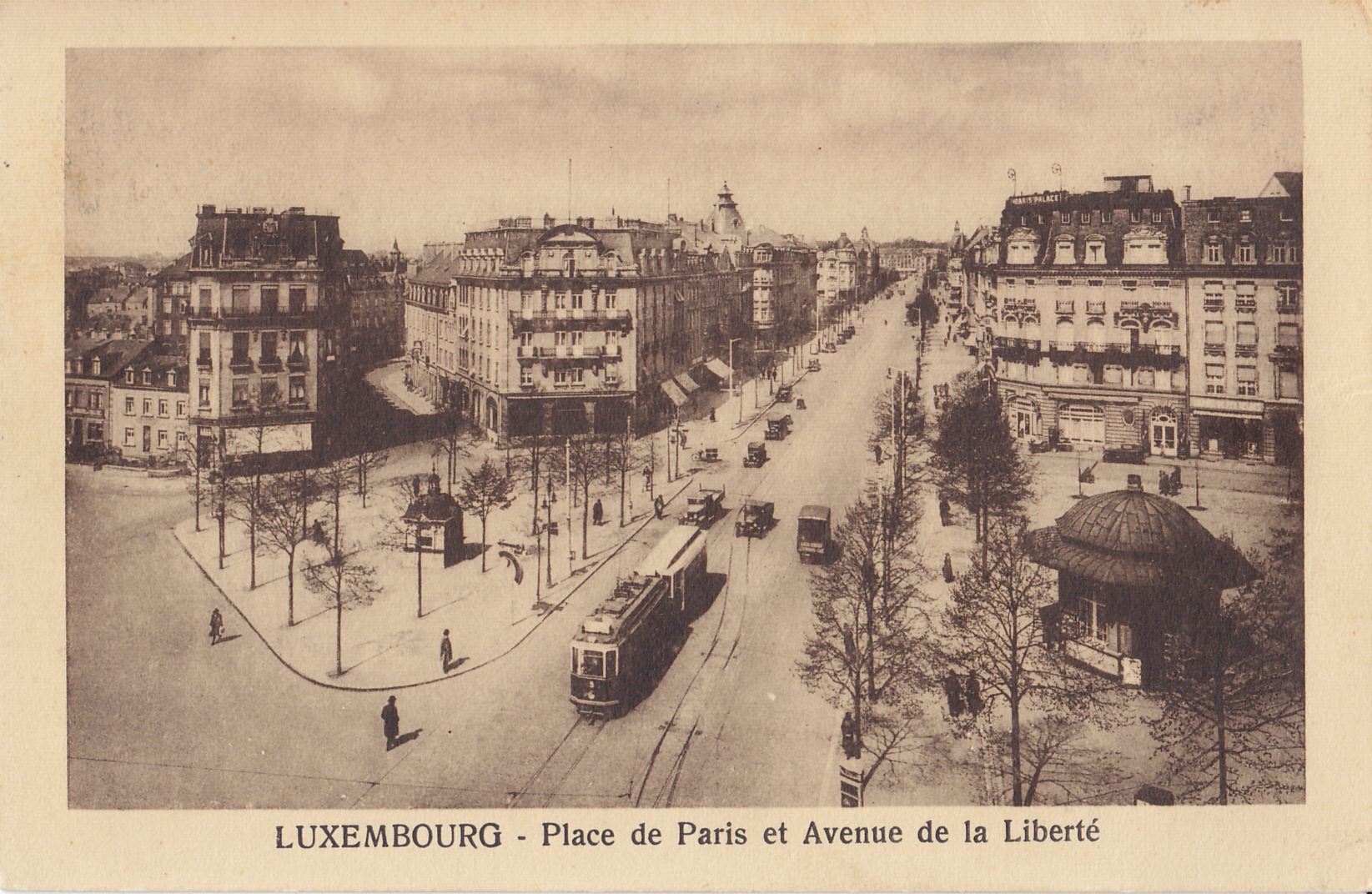
Une motrice et sa remorque sur la place de Paris, dans les années 1930.

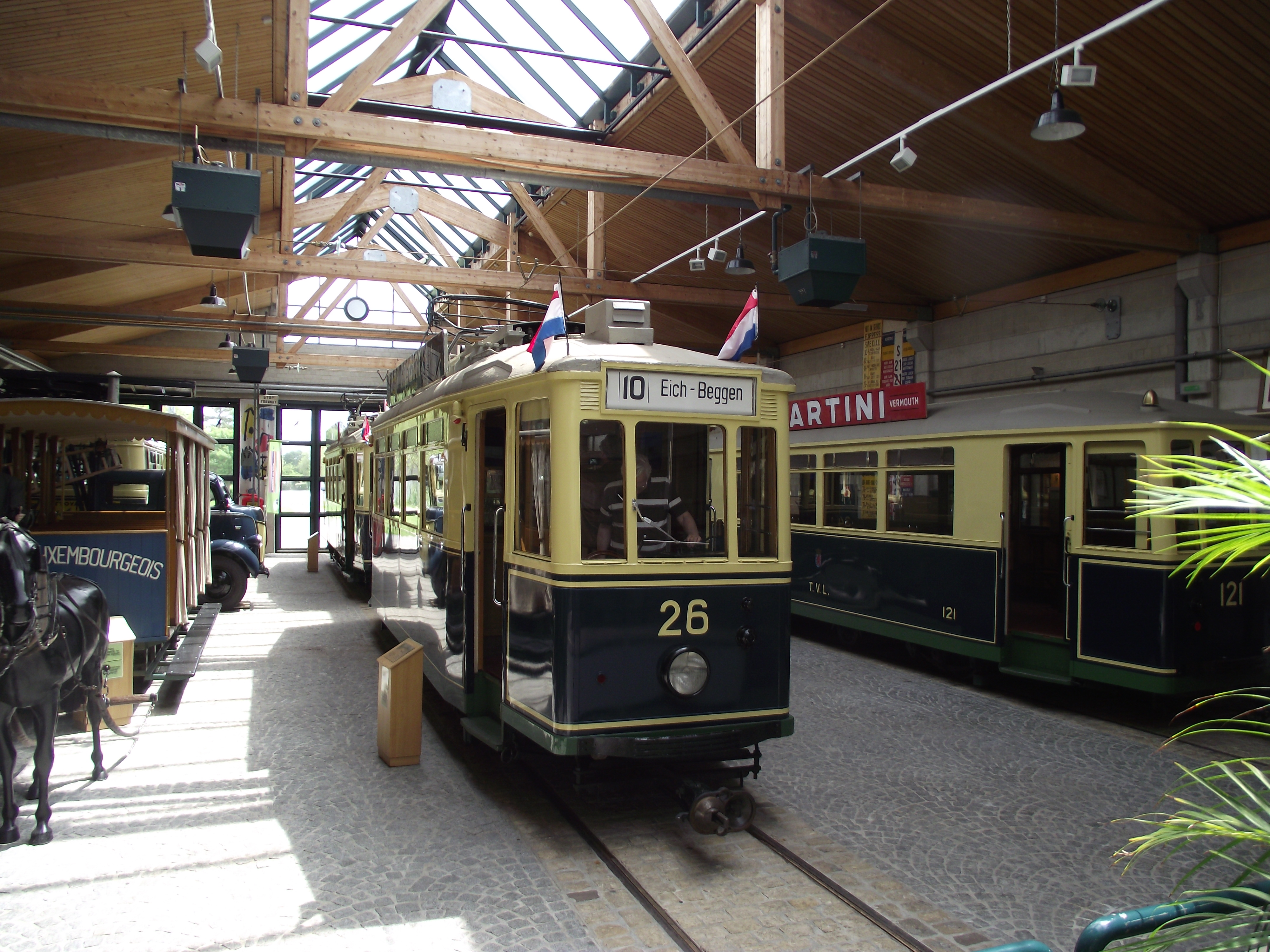
La motrice no 26, conservée au musée des tramways et de bus de la ville de Luxembourg. À gauche, la réplique d'un tramway hippomobile, à droite la remorque no 121.

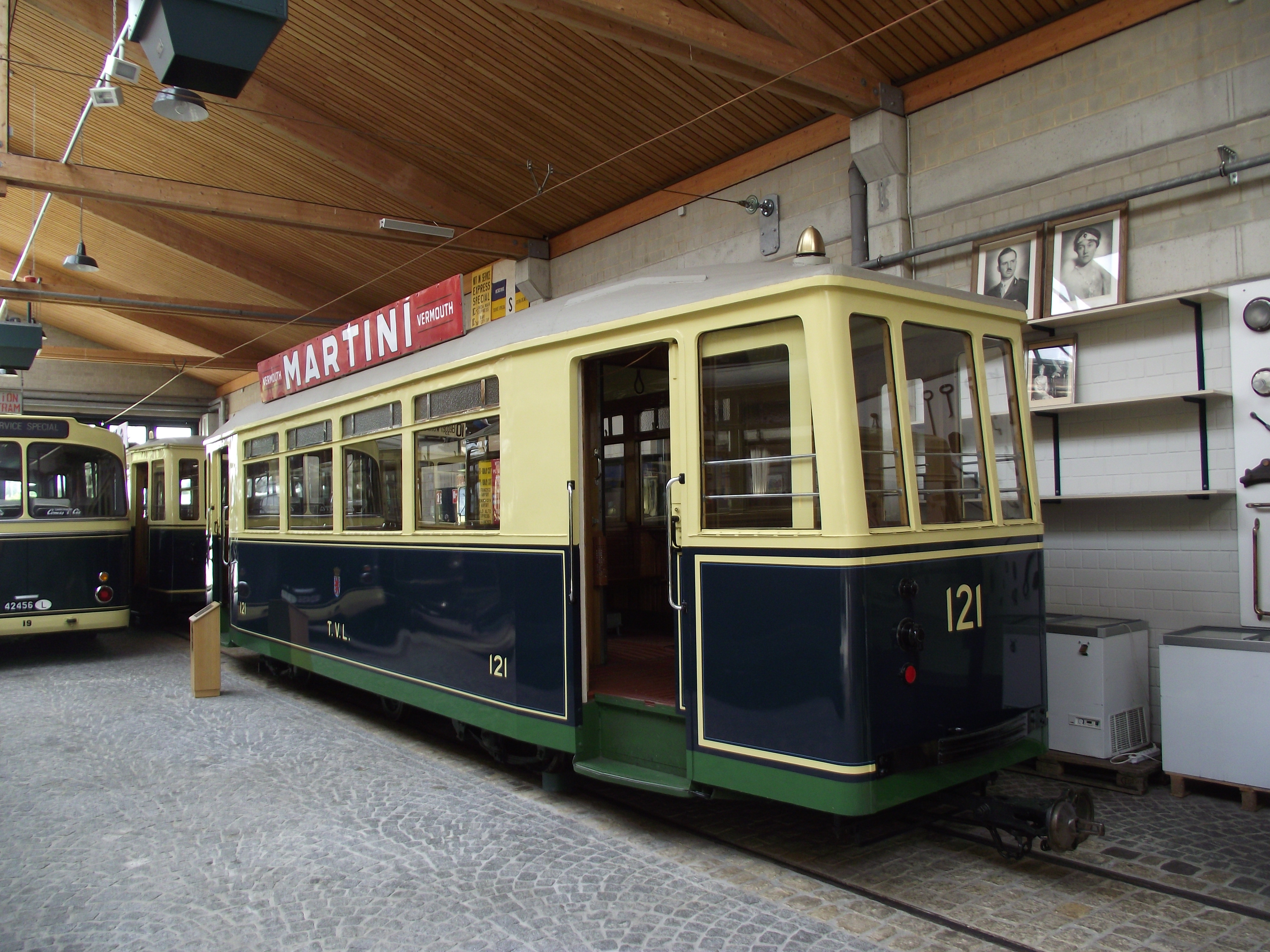
La remorque no 121.

En 1913 ces lignes reçoivent chacune les couleurs suivantes, respectivement, : vert, rouge, blanc et jaune. La 5e ligne ouvre le 26 décembre 1913, entre Luxembourg, Eich et Dommeldange et n'est pas désignée par une couleur mais l'a été après son prolongement à Beggen le 1er mai 1922 comme ligne de Beggen, cette règle sera utilisée pour toutes les ouvertures de lignes au cours des dix années qui suivent,. Une partie d'entre elles sont empruntées (jusqu'à Dommeldange) par la ligne à voie métrique Luxembourg-Echternach (surnommée « Charly »).
Le 6 juin 1919, la motrice no 10 percute une locomotive du Charly (ligne Luxembourg-Echternach), il s'agit du premier accident grave du réseau. Le parc augmente à chaque extension et le dépôt est agrandi en 1922 en prévision et le terminus de la gare de Luxembourg est réaménagé en 1923.
La 6e ligne, dite ligne du Neuorf ouvre le 16 juillet 1923 entre la rue de la Boucherie, la brasserie H.Funck à Clausen et via l'église du Neudorf, suivie par la 7e ligne, dite ligne d'Hollerich le 2 septembre entre les établissements Paul Wurth à Hollerich et l'avenue de Monterey à Luxembourg et enfin par la 8e ligne, dite ligne de Bonnevoie, le 11 mai 1924, elle relie le quartier de Bonnevoie à la gare puis fait une boucle dans le centre-ville,. La ligne du Neudorf est caractérisée par des pentes raides allant de 9 à 10 %.
Le 1er janvier 1925, la nomenclature des huit lignes est harmonisée et chaque ligne reçoit un numéro, tandis que le réseau est légèrement modifié :
- Ligne 1 (ex-ligne verte) : trajet inchangé ;
- Ligne 2 (ex-ligne rouge) : trajet inchangé ;
- Ligne 3 (nouvelle ligne) : Gare - Avenue de la Liberté - Avenue Monterey - Place Joseph II - Chapelle - Rond-Point - Chapelle - Place Joseph II - Avenue Monterey - Avenue de la Liberté - Gare ;
- Ligne 4 (ex-ligne blanche, avec un nouveau trajet ne desservant plus l'ouest du centre-ville) : Gare - Avenue de la Gare - Passerelle - Palais - Grand-Rue - Avenue de la Porte-Neuve - Rond-Point - Dépôt - Avenue de la Faïencerie - Boulevard de la Foire - Avenue de la Porte-Neuve - Grand-Rue - Avenue de la Gare - Gare ;
- Ligne 5 (ex-ligne jaune) : trajet inchangé ;
- Ligne 6 (ex-ligne d'Hollerich) : trajet inchangé ;
- Lignes 7 et 8 (ex-ligne de Bonnevoie) : le trajet reste inchangé mais prend un indice différent selon le sens de rotation ;
- Ligne 9 (ex-ligne du Neudorf) : trajet inchangé ;
- Ligne 10 (ex-ligne du Beggen) : trajet inchangé.

Entre 1925 et 1927, la ligne 6 est prolongée de l'avenue de Monterey à la gare par la grand-rue et le 14 février 1926, la ligne 11 est mise en service entre l'avenue de Monterey et le quartier de Merl,. Toujours en 1926, les TVL ouvrent de nouvelles lignes, non pas en tramway mais avec des autobus, plus économiques, la première desservant le Hamm. Le 1er avril 1927, la ligne 6 est prolongée de la gare à Bonnevoie, provoquant la suppression des lignes 7 et 8 et réduisant le réseau à neuf lignes au lieu de onze. Le 15 janvier 1928 la ligne 11 est prolongée de l'avenue de Monterey à la gare et le 17 septembre 1928, la ligne 12 est mise en service entre l'avenue de l'Arsenal et Eich, à raison de quelques tramways par jour, puis est prolongée le 14 janvier 1929 jusqu'à la gare et devient une ligne régulière, portant le réseau à dix lignes. La ligne 10 est prolongée au Heisdorf par Walferdange le 6 septembre 1930, ce tronçon aurait dû ouvrir dès 1922 mais Walferdange s'y opposa ; ce prolongement fut la dernière modification du réseau, le portant à près de 30 km de voies pour 45 000 habitants desservis, si l'on excepte le court prolongement opéré à Merl sur la ligne 11 le 9 octobre 1934, le tout opéré avant la Seconde Guerre mondiale.
Durant la guerre, les TVL sont renommés en Elektrizitäts- und Verkehrsbetrieb der Stadt Luxembourg (EVSL), l'occupant allemand ayant interdit l'usage du français dans le grand-duché. Le réseau ne souffre que très peu des pénuries, au contraire du service d'autobus, mais voit trois de ses remorques vendues à Aix-la-Chapelle en Allemagne en 1944, par erreur, et y restèrent jusqu'à leur retrait en 1959.

#### Le déclin
Après la guerre, le tram est jugé désuet face à l'autobus et au développement de l'automobile, l'accident grave à Dommeldange en 1949 scelle la fin du réseau, qui n'avait pas évolué depuis 1934.
La ligne 9 est progressivement fermée entre les mois d'avril, mai et octobre 1952. En 1955, la ligne 12 est fermée le 9 mai, suivie par le tronçon Hollerich-Avenue de Monterey de la ligne 6 le 1er septembre. Les lignes 2 et 3 sont supprimées le 7 juillet 1957, les lignes 1, 5 et le tronçon restant de la ligne 6 subissent le même sort le 7 septembre 1959, suivies par la ligne 4 le 9 juillet 1960. Le 15 septembre 1960 un tronçon de la ligne 11 est supprimé à Merl, avant d'être complètement supprimée le 1er mai 1961 et la ligne 10 est la dernière à fermer, le 5 septembre 1964. Dès lors, les Tramways de la ville de Luxembourg (TVL) n'exploitent plus que des autobus et changèrent leur nom en Autobus de la ville de Luxembourg (AVL), qui est depuis cette date le réseau de transport municipal.
Au cours de ses 89 ans d'existence, les tramways ont parcouru 62,5 millions de kilomètres et ont transporté près de 397,6 millions de voyageurs.

## Le matériel roulant

### Hippomobile
Le tramway hippomobile a été exploité tout au long de son existence à l'aide d'au moins sept voitures, certaines étaient ouvertes (a priori numérotées de 1 à 4) et d'autres fermées (a priori numérotées de 5 à 7 au minimum). Aucune voiture n'a été conservée, elles furent toutes revendues ou mises à la ferraille, seule une réplique existe.

### Électrique
Le matériel roulant du tramway électrique était constitué de motrices et d'une ou deux remorques, ces dernières étant attelées ou non en fonction de la charge de la ligne. Le matériel était peint couleur crème sur la partie haute et bleu marine sur la partie inférieure et a pour partie été transformé au cours de sa carrière par les TVL (re-carrossage, transformation de remorques en motrices). Acheté auprès de constructeurs allemands ou belges, le matériel est rénové ou construit par les TVL à partir des années 1930.

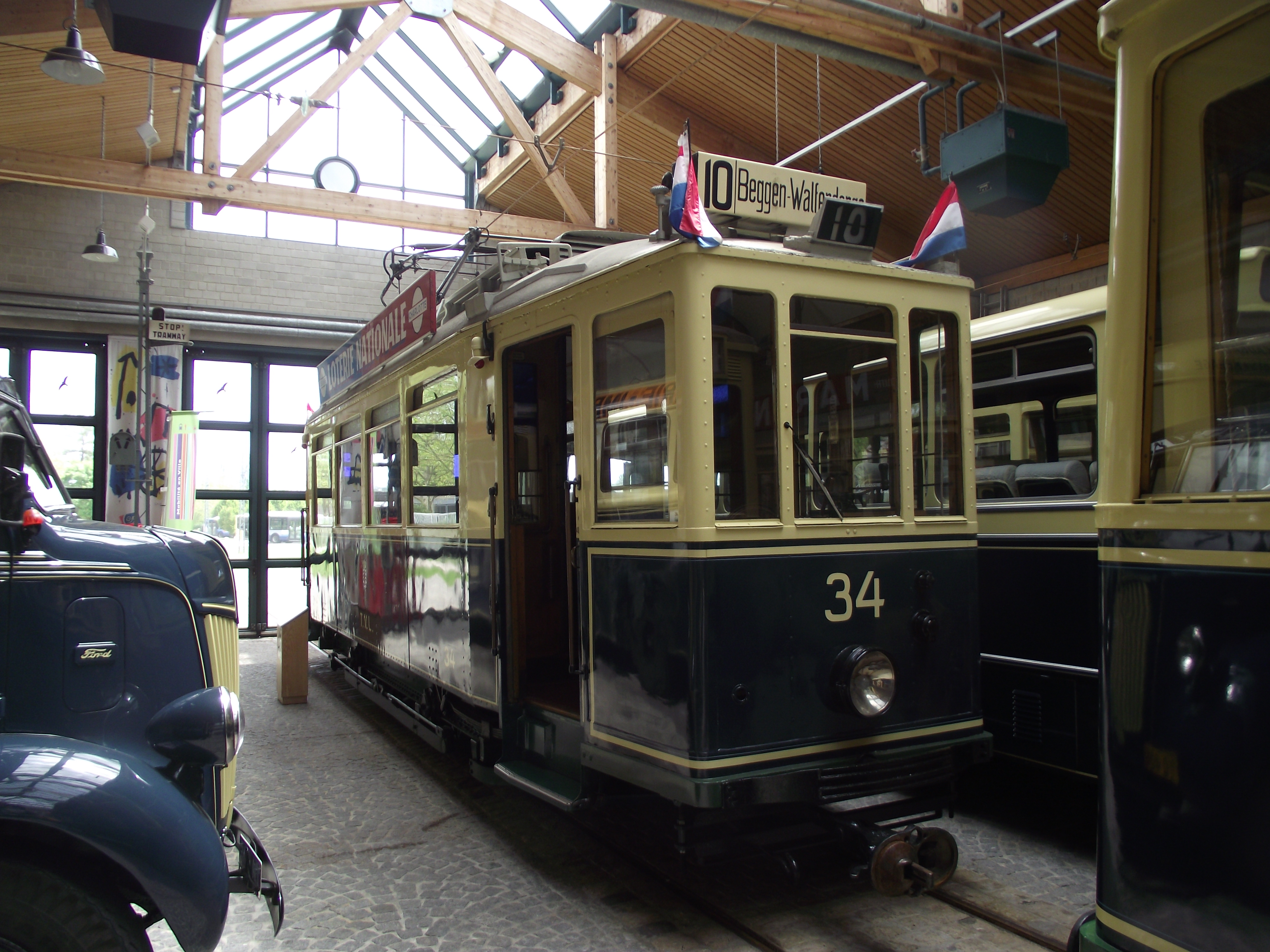
La motrice no 34.
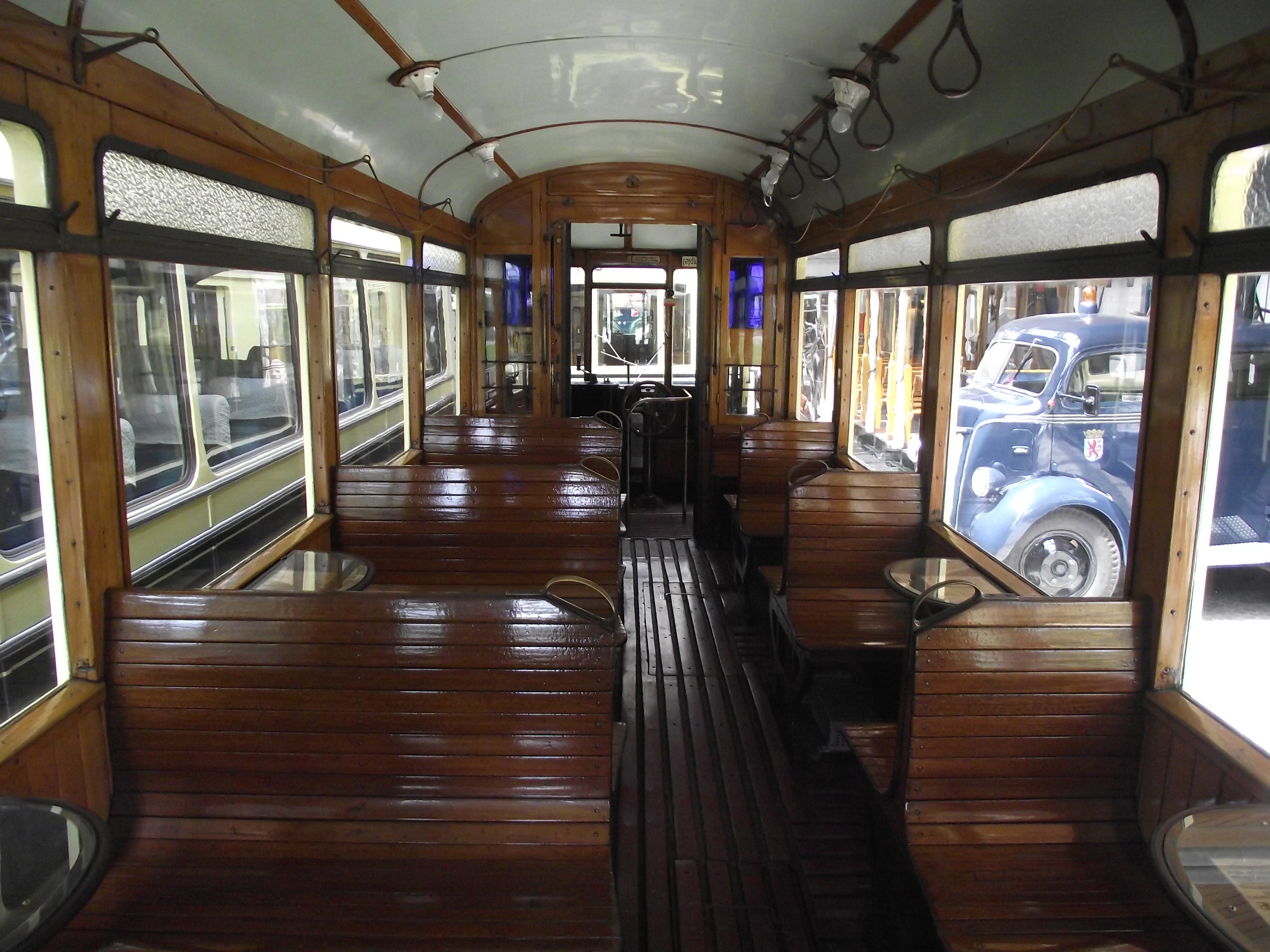
L'intérieur d'une motrice.
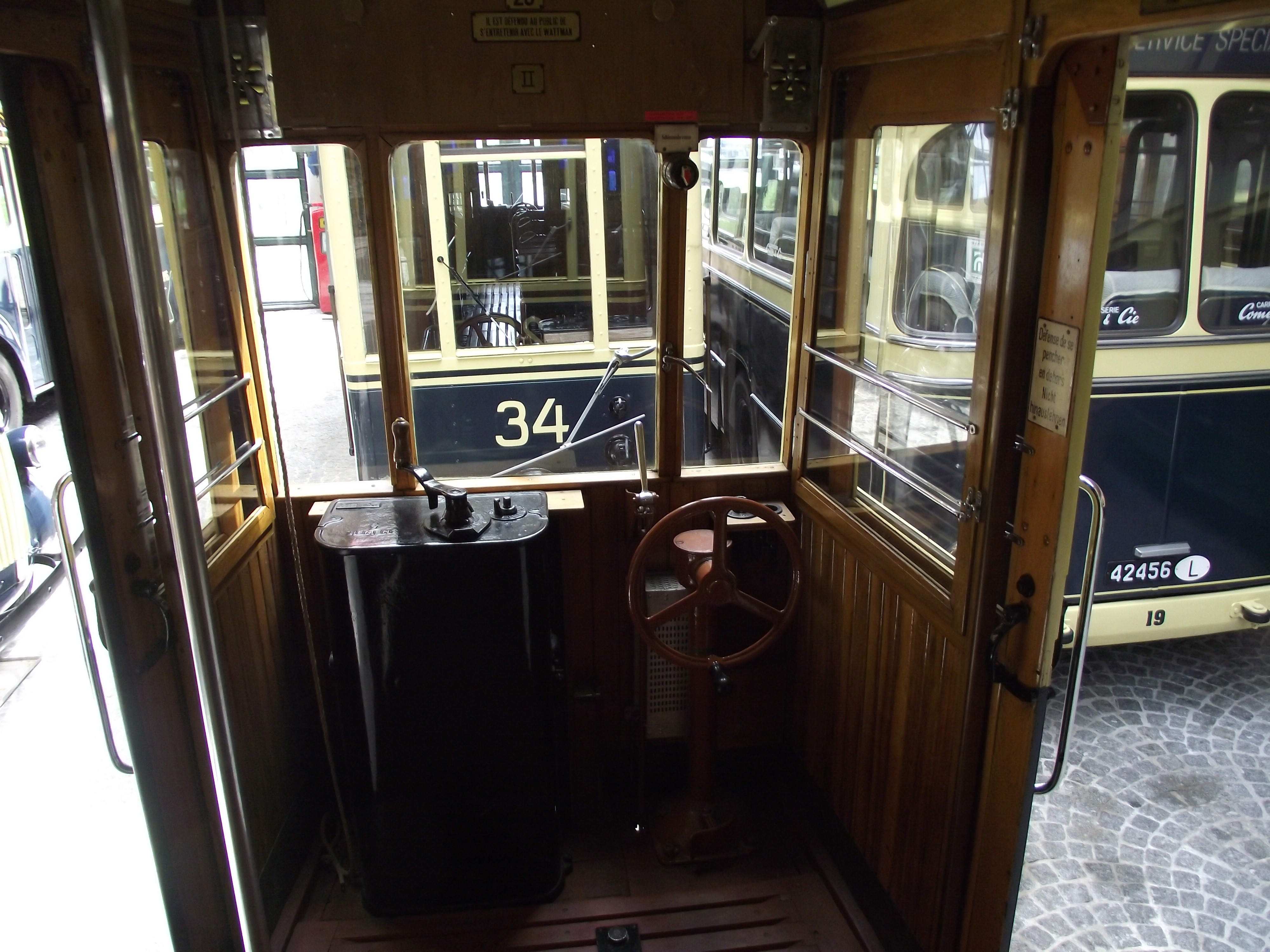
Poste de conduite d'une motrice.

#### Motrices
Sauf exceptions, l'ensemble du matériel était à deux essieux.
| Constructeur(s) | Motorisation | Numéros    | Mise en service | Retrait    | Remarques |
| --------------- | ------------ | ---------- | --------------- | ---------- | --- |
| Uerdingen       | Siemens      | 1-6        | 1908            | 1960       | |
| Uerdingen       | Siemens      | 7-10 (35)  | 1909            | 1960       | La no 10 a été reconstruite en 1935 après un accident et renumérotée 35 par les TVL. Elle est utilisée après cette date comme véhicule de service.                                                          |
| Uerdingen/TVL   | Siemens      | 11-12      | 1913            | 1964       | Issues de la transformation des remorques nos 105 et 106 de 1910 |
| Wismar          | Siemens      | 13         | 1913            | 1960       | |
| TVL             | Siemens      | 14         | 1921            | 1964       | Issue de la transformation de la remorque no 107 de 1913 |
| Uerdingen       | Siemens      | 15-18      | 1921            | 1960       | Motrices de 1904 rachetées au réseau de Witten. Série modifiée en 1931 par les TVL. |
| Godarville      | Bergmann     | 19-21      | 1923            | 1953       | Série construite pour la ligne du Neudorf, avec une hauteur réduite, pour passer sous une porte des anciens remparts.                                                                                       |
| Nivelles        | Siemens      | 22-25 (36) | 1924            | 1940, 1964 | La no 25 a été modifiée en 1934 par les TVL et renumérotée 36 en 1939. Surnommées « boîtes Tosselli ». |
| Nivelles        | ACEC         | 26-29      | 1924, 1926      | 1961, 1964 | La série a été modifiée entre 1934 et 1938 par les TVL et la no 26 a été transformée en motrice à trois essieux en 1938.                                                                                    |
| SLM/Vilvoorde   | ACEC/Jeumont | 30-31      | 1928            | 1964       | Série modifiée entre 1941 et 1946 par les TVL, réquisitionnées par la DR durant l'occupation. Elles servaient aussi à tracter les convois sur la partie électrifiée de la ligne de Luxembourg à Echternach. |
| Uerdingen       | ACEC         | 32-34      | 1931            | 1964       | La 34 a assuré l'ultime convoi de l'histoire du réseau. |

#### Remorques
Sauf exceptions, l'ensemble du matériel était à deux essieux.
| Constructeur(s) | Numéros | Mise en service | Retrait     | Remarques |
| --------------- | ------- | --------------- | ----------- | --- |
| Busch-Bautzen   | 101-104 | 1908            | 1961, 1964  | Série modifiée entre 1932 et 1934 par les TVL |
| Wismar          | 105-106 | 1910            | 1913        | Transformées en motrices en 1913 et renumérotées 11 et 12.                                                                                                 |
| Werdau          | 105-106 | 1914            | 1959 à 1962 | Initialement destinées à la Turquie, mais ne furent jamais livrées à cause de la Première Guerre mondiale. Livrée vert et crème et surnommées « Skutari ». |
| Wismar          | 107     | 1913            | 1921        | Transformée en motrice en 1921 et renumérotée 14. |
| Nivelles        | 108-114 | 1926            | 1940        | Les nos 112 à 114 ont été revendues à Aix-la-Chapelle. |
| MAN             | 115-118 | 1930            | 1959-1960   | Remorques de 1909 rachetées au réseau de Völklingen. |
| Schöndorf/SLM   | 119     | 1930            | 1959-1960   | |
| TVL/SLM         | 120-122 | 1938            | 1964        | Seules remorques à trois essieux. |

## Vestiges du réseau

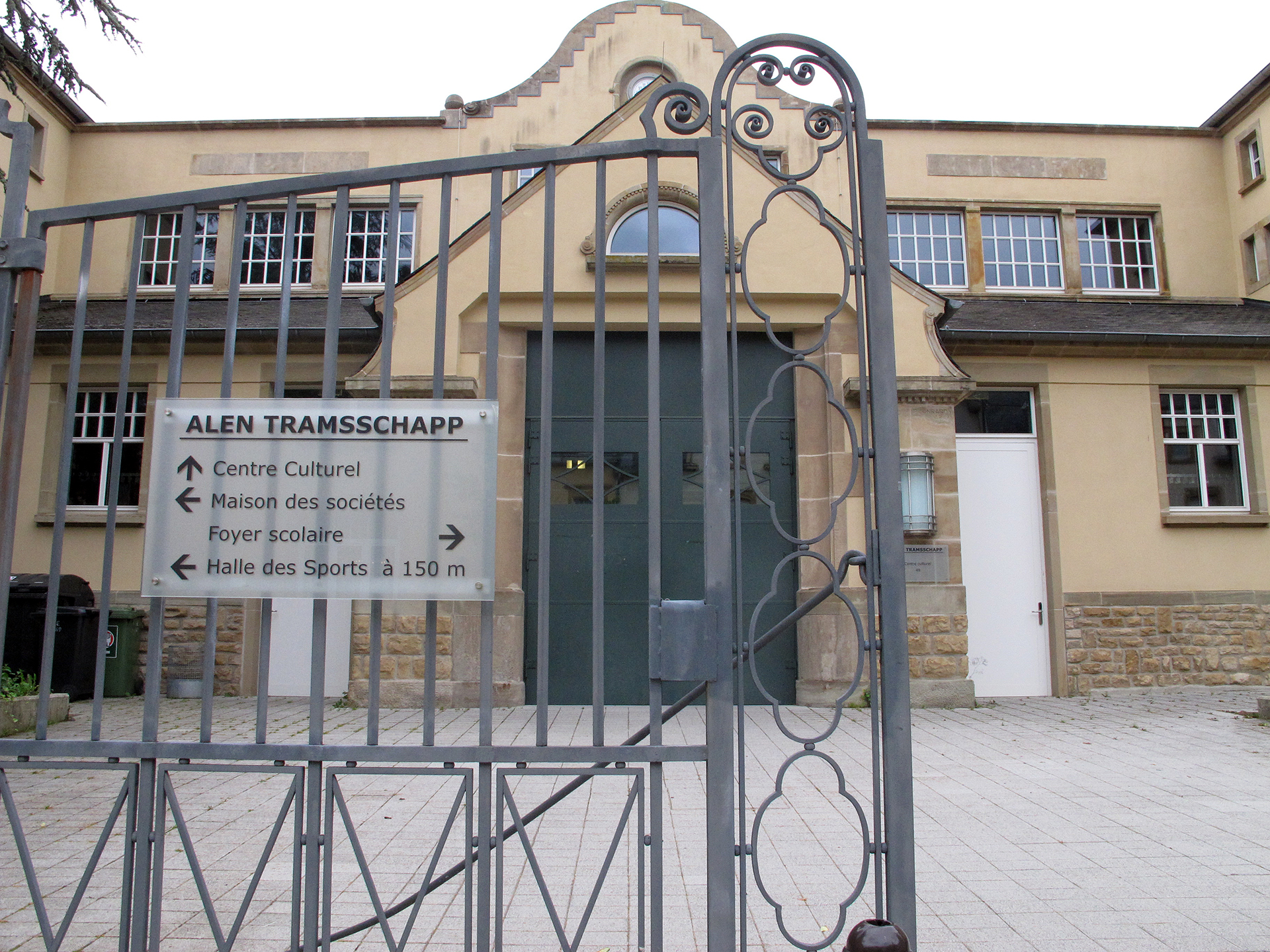
LAlen Tramsschapp, devenu un centre culturel.

Peu de vestiges de ce réseau subsistent, à l'exception du Tramsschapp du Limpertsberg, qui servira de dépôt d'autobus pour les AVL jusqu'aux années 1990 et du matériel conservé au musée des tramways et de bus de la ville de Luxembourg, à savoir les motrices nos 11, 26 et 34 et les remorques nos 112 et 121. La remorque no 103 servira de base pour une réplique du tramway hippomobile no 7 et la motrice no 12 fut transformée pour devenir la remorque no 112. Les motrices nos 31 à 33 et les remorques nos 102 et 120 furent utilisées comme décorations statiques à Kockelscheuer, au Parc municipal de Luxembourg, à Walferdange ou au camping du Limpertsberg après leur retrait, elles n'existent plus de nos jours.
Enfin, il est à noter que les lignes de bus 10 et 11 des AVL ont conservé globalement, sur leurs tronçons au nord de la gare de Luxembourg, la desserte qu'effectuaient les lignes de tramways qui portaient ces numéros et qui furent les dernières à fermer, après la mise en place des numéros pour les lignes de bus.